# Società del Casino (Alessandria)
La Società del Casino fu un circolo istituito nel 1862 ad Alessandria dal marchese Cesare Cuttica di Cassine e dal conte Pietro Civalieri di Masio che fu il primo presidente e colui che redisse lo statuto della nuova società.

## La storia
"Art. 1. - La Società del Casino ha per iscopo di procurare ai soci una variata lettura di giornali, ed un'occasione di trattenimento piacevoli;
Art. 2. - La Società si compone di un numero indefinito di soci, ciascuno dei quali deve pagare a semestre anticipato l'annuo contributo di Lire 50 oltre Lire 100 da pagarsi per una sola volta nel periodo di due anni per far fronte alle prime spese d'impianto del Casino;
Art. 3. - L'adesione alla Società sarà obbligatoria per sei anni;
Art. 4. - Tostochè il numero dei sottoscritti ascenderà a 120 la Società si intenderà definitivamente costituita e i soci invitati dal presidente dell'attuale assemblea provvisoria si aduneranno in Assemblea Generale per la compilazione dello statuto organico della Società stessa".
L'esigenza dell'istituzione di un circolo che riunisse le forze nuove e le vecchie ben appare nella prima relazione ai soci che Civalieri scrisse:
"Era per gli anni addietro e da lungo tempo incompiuto desiderio delle persone civili, colte ed amanti del decoro della Patria nostra, quello di un decente e comune ritrovo pel nobile e vantaggioso scopo di radunarsi, più intimamente conoscersi, stimarsi, affratellarsi, passandovi in gradevole società quei momenti cui ognuno si permette a sollievo delle individuali occupazioni della giornata".
Venne scelto come locale il Palazzo dal Pozzo dove la Società rimase fino al 1868. Nel 1868 si trasferì nel Palazzo Cuttica di Cassine, situato in via Parma, dove rimase fino al 1962 quando l'Archivio notarile, che in quegli anni lo aveva occupato, abbandonò i locali e il Circolo poté ritornare nell'antica sede inaugurandola il 1º giugno, festa dello Statuto.
I giornali locali diedero notizia dell'avvenimento e il 2 giugno L'Avvisatore alessandrino, trisettimanale di carattere radicale fondato nel 1853, pubblicava i nomi degli aderenti annunciando nella sua cronaca che "domenica, senza solennità, vennero aperte le sale del Casino ai soci e ammesse per tal giorno anche le famiglie dei soci. Le sale presentavano un decente aspetto senza il lusso orientale".
Dei 162 soci fondatori la maggior parte erano liberi professionisti, medici, farmacisti, avvocati, notai, geometri e ingegneri mentre molti erano i nobili, i giudei e i banchieri.
In data 16 gennaio 1862 L'Avvisatore pubblicava, insieme ad un lungo articolo inerente alle iniziative del Circolo, il programma proposto all'Assemblea provvisoria e che consisteva di quattro articoli.